# Zwelethu Mthethwa
Zwelethu Mthethwa (Durban, 1960) és un pintor i fotògraf sud-africà. L'any 1985, Mthethwa finalitza els seus estudis en Belles Arts a la Michaelis School of Fine Arts de la Universitat de Ciutat del Cap. El 1989, gràcies a una beca Fulbright, realitza un Màster en Arts de la Imatge al Rochester Institute of Technology dels Estats Units. El 1994 comença a treballar com a professor de fotografia i dibuix a la Michaelis School, càrrec que abandona el 1999 per dedicar-se plenament a la creació artística. Des de l'any 2000, però, n'és investigador associat.
Zwelethu Mthethwa és reconegut per les seves pintures i pastels, i les seves fotografies de gran format en color. Destaquen els seus retrats psicològics d'homes i dones en el seu espai domèstic o de treball. Des 2017, Mthethwa compleix una condemna a la presó de divuit anys després de declarar un tribunal sud-africà culpable d'un delicte d'assassinat en 2013 d'una dona de 23 anys.
La seva obra forma part de diverses col·leccions com la del Museu Guggenheim, el Museu d'Art Contemporani de Castella i Lleó, Nasher Museum of Art, el Centre Pompidou o el Victoria and Albert Museum, entre molts altres. Mthethwa ha exposat individualmenta galeries d'arreu del món, i ha participat en biennals d'art com la Biennal de Venècia 2005 i la Biennal de Gwangju 2004. Actualment viu i treballa a Ciutat del Cap.